# NGC 32
NGC 32 (un asterism) este o pereche de stele pitice galbene de tip G7  localizate în constelația Pegasus. 
A fost înregistrată în 10 octombrie 1861 de către astronomul și astrofizicianul german Johann Friedrich Julius Schmidt.